# Domingos Savio (político)
Domingos Sávio Campos Resende, mais conhecido como Domingos Sávio (São Tiago, 25 de março de 1957) é um médico veterinário e político brasileiro, ex-PSDB, atualmente é filiado ao Partido Liberal (PL).

## Biografia
Foi deputado estadual em Minas Gerais desde 2003, sendo Líder da Maioria na Assembleia Legislativa de Minas Gerais. 
Em 2010 foi eleito deputado federal pelo PSDB; em 2013 foi autor da proposta de anulação da sessão do Congresso Nacional que depôs o presidente João Goulart, em 1963.
Foi reeleito deputado federal em 2014, para a 55.ª legislatura (2015-2019). Em 4 de fevereiro de 2014 tomou posse no cargo de "líder da minoria", responsável por organizar a atuação da oposição na Câmara dos Deputados ao Governo Dilma Rousseff.
Foi reeleito deputado federal em 2018 para a 56ª legislatura (2019-2022). Em 2022 foi reeleito para 57° legislatura (2023-2026). 

## Posições
Votou a favor do Processo de impeachment de Dilma Rousseff. Posteriormente, votou a favor da PEC do Teto dos Gastos Públicos. Em abril de 2017 foi favorável à Reforma Trabalhista.  Em agosto de 2017 votou contra o processo em que se pedia abertura de investigação do então Presidente Michel Temer, ajudando a arquivar a denúncia do Ministério Público Federal.
Votou a favor da PEC dos Precatórios em 2021. Votou a favor da autonomia do Banco Central e a favor da reforma da previdência. Votou contra afrouxar regras da previdência para professores, mas a favor de alteração similar para policiais. Votou a favor da privatização da Eletrobrás e dos Correios. Votou a favor da prorrogação de benefícios fiscais a igrejas.  Votou contra a suspensão do mandato de Wilson Santiago (PTB-PB), acusado de corrupção.
Domingos Sávio votou a favor do aumento do valor fundo eleitoral para R$ 4,9 bilhões. 